# Цона Артиђанале Чери (Римини)
Цона Артиђанале Чери је насеље у Италији у округу Римини, региону Емилија-Ромања.
Према процени из 2011. у насељу је живело 42 становника. Насеље се налази на надморској висини од 23 м.